# Pila (araldica)
Pila è un termine utilizzato in araldica per indicare una punta rovesciata.
In realtà la maggior parte degli araldisti con questo termine indica una pezza triangolare con la base sul lato superiore dello scudo, ridotta rispetto all'intero lato, e il vertice nella punta dello scudo. I lati della pila possono anche essere incurvati.
Esiste un'incongruenza tra l'araldica italiana e quella francese. In Francia, come in altri paesi, i termini pile e pointe indicano delle pezze triangolari con la base ridotta rispetto al lato dello scudo, moventi la prima dal lato del capo e la seconda dal lato della punta, per terminare al centro del lato opposto. In Italia, invece, si preferisce usare il termine pila per la pezza con la base ridotta rispetto al lato ed il vertice al centro del lato opposto, mentre la punta indica la pezza triangolare con la base larga quanto il lato dello scudo ed il vertice coincidente con il centro dello scudo.
La pila può fermarsi prima di raggiungere la punta dello scudo ed è allora definita pila scorciata. La pila può avere origine anche sul lato inferiore e vertice al centro del lato superiore, con il nome di pila rovesciata, sui fianchi dello scudo, con un andamento orizzontale, o su uno dei cantoni dello scudo stesso, assumendo quindi un andamento in banda o in sbarra.
Lo stemma del secondo esempio potrebbe essere più propriamente blasonato come partito d'argento e di rosso, calzato ritondato dell'uno nell'altro. Le pile possono presentarsi anche in numero.
Due spade possono essere appuntate in pila.

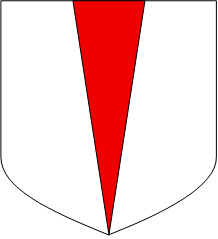
D'argento, alla pila di rosso
D'argento, alla pila d'azzurro (Kil, Svezia)
Fasciato d'argento e d'azzurro di dieci pezzi, alla pila d'oro (Lützkampen, Germania)
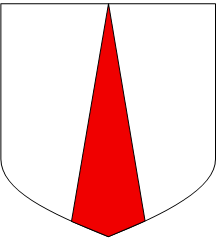
D'argento, alla pila rovesciata di rosso
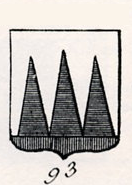
Tre pile rovesciate d'azzurro su una campagna di rosso
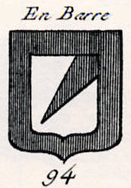
Pila posta in sbarra
Pila rovesciata posta in banda (Krüzen, Germania)
Pila rovesciata posta in sbarra (Beinwil am See, Svizzera)
Tre pile scorciate moventi dal lato destro (Bassecourt, Svizzera)
Di rosso, a due pile rovesciate d'oro, poste in scaglione (frazione di Saint-Sernin, Bouriège, Francia)
D'oro, a tre pile di rosso, moventi dal capo e convergenti in punta (John of Scotland, conte di Huntingdon e di Chester, XIII sec.)